# HMAS Advance (P 83)
HMAS Advance (P 83) — был патрульным кораблём типа Attack class Королевского австралийского ВМФ.
С 1988 года — корабль-музей в Австралийском национальном морском музее, закрытый для публичных посещений.
В течение службы корабль патрулировал побережье Австралии, в 1968 году следил за советским траулером, выдержал циклон Трэйси в 1974 году, снялся в телесериале Patrol Boat (1979—1983), и с 1980 года использовался как учебное судно.

## История

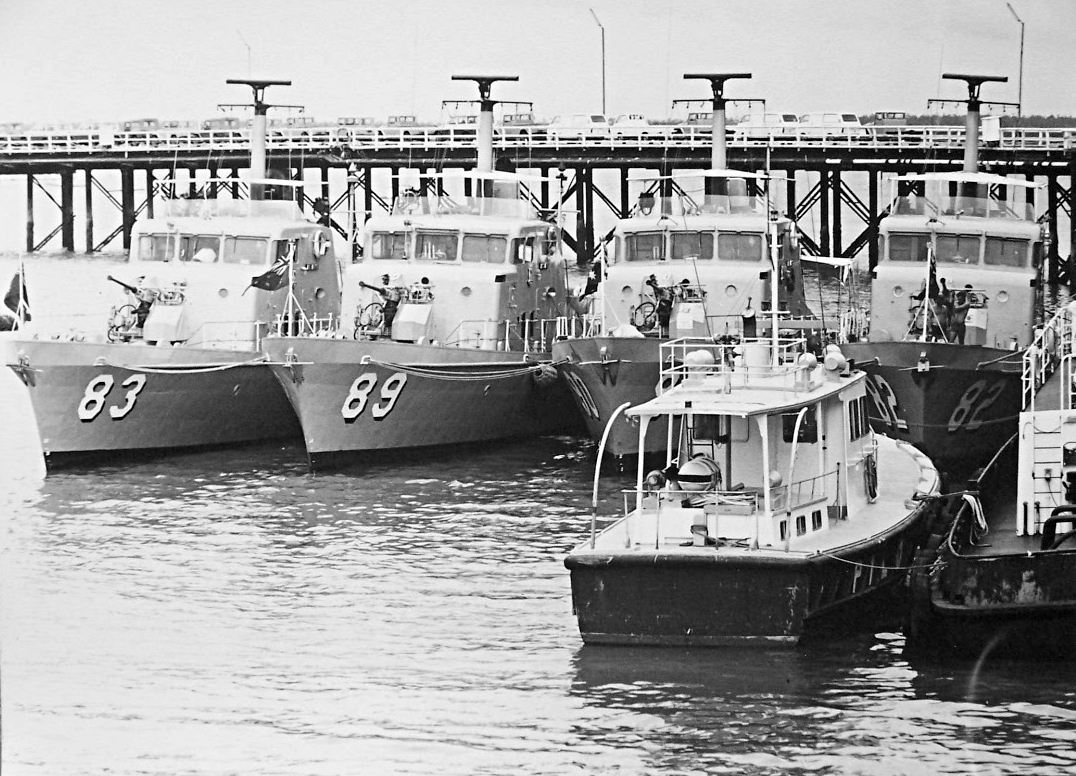
HMAS Advance (P 83) — крайний слева, март 1975 года

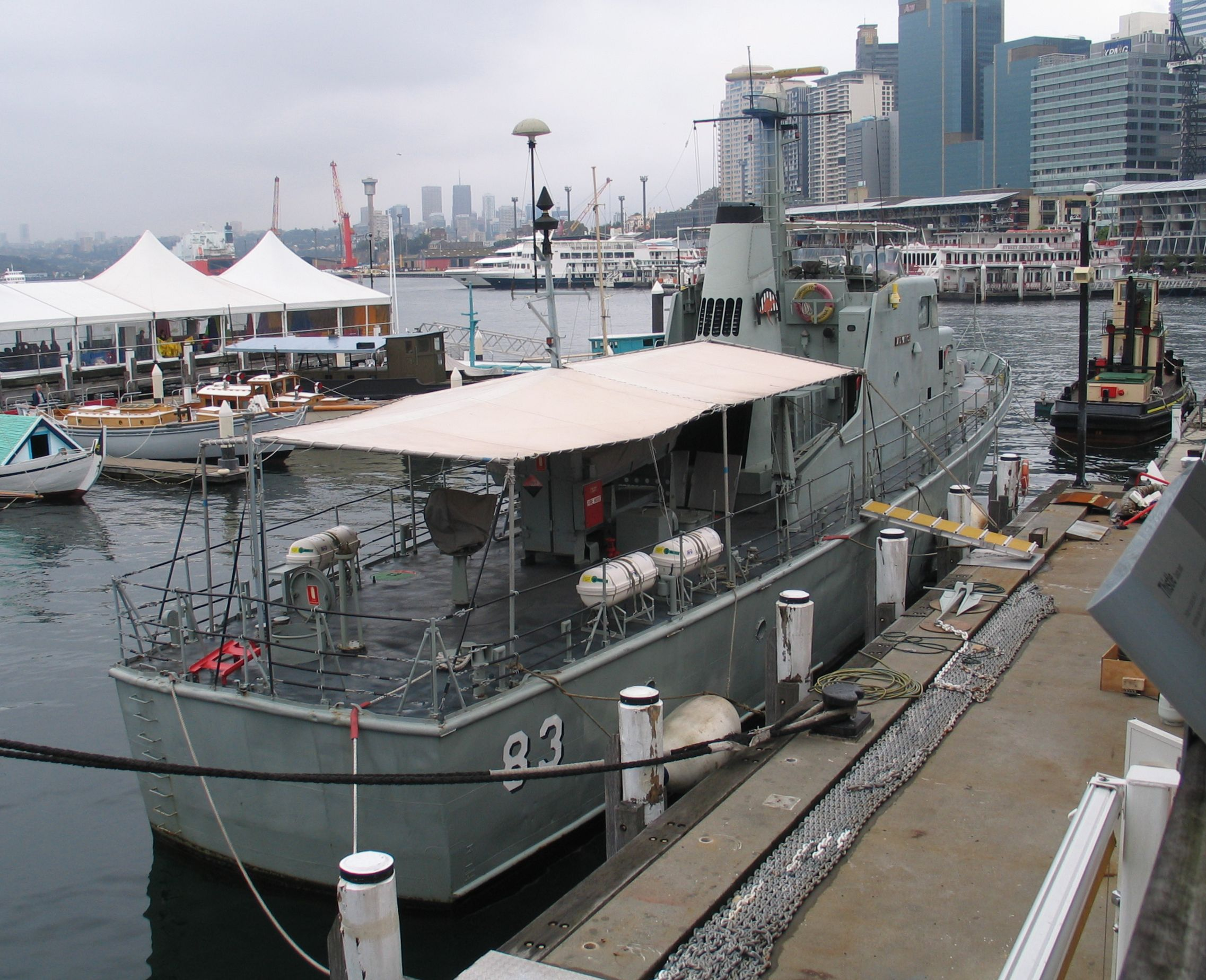
HMAS Advance (P 83), вид с кормы,
2007 год

Корабль — один из патрульных кораблей типа Attack class, 15 кораблей этого типа проходили службу в ВМС Австралии, а ещё 5 — в австралийском подразделении береговой охраны Папуа — Новая Гвинея.
Корабль был заложен на верфи фирмы Walkers Limited из Мэриборо (Квинсленд) в марте 1967 года, спущен на воду 16 августа 1967 года и введён в строй 24 января 1968 года.
На протяжении службы базировался на базе ВМС Австралим HMAS Coonawarra в городе Дарвин и патрулировал северное побережье Австралии.
По австралийским источникам, корабль, совместно с патрульным кораблем HMAS Attack (P 90), следил за советским траулером «Ван Гог», при этом согласно данным книги Тома Фрейма, траулер в течение двух месяцев находился в заливе Карпентария.
По российским источникам, в 1968—1969 гг. советское промысловое судно ППР «Ван-Гог», в рамках научно-исследовательских и поисковых рыбохозяйственных экспедиций, в течение одного месяца вело промысел серой нототении в диапазоне глубин 230—280 м в районе островов Кергелен и Херд, Общий вылов составил 767 т.
25 декабря 1974 года во время циклона Трэйси, корабль с ещё тремя патрульными кораблями находился в бухте г. Дарвин. Ему и ещё одному кораблю удалось избежать повреждений, но HMAS Attack (P 90) получил серьёзные повреждения, а HMAS Arrow (P 88) затонул.
С 1980 года корабль использовался как учебное судно, а в 1982 году выведен в резерв и перебазирован в г. Сидней.
Выведен из состава флота 6 февраля 1988 года, после чего передан Австралийскому национальному морскому музею.
Корабль поддерживается в оперативном состоянии, закрыт для публичных посещений, и служит экспонатом только для визуального осмотра посетителями музея.